# Proposta/La tomba dell'amore
Proposta/La tomba dell'amore è l'ottavo singolo discografico del gruppo beat italiano I Giganti, pubblicato in Italia nel 1967 dalla Ri-Fi.

## Il disco
La grafica è curata dallo Studio Moletti, ed in copertina vi è una foto del gruppo.

## Tracce
1. Proposta – 3:45 (Alberto Carisch, Giordano Bruno Martelli)
2. La tomba dell'amore – 3:12 (Alberto Carisch, Arrigo Amadesi)

Durata totale: 6:57

## Brani
- Proposta, conosciuto anche con il titolo alternativo di Mettete dei fiori nei vostri cannoni, fu scritta dai Giganti ma firmata da Albula per il testo e da Giordano Bruno Martelli per la musica, poiché nessuno dei componenti del gruppo era iscritto alla SIAE. La canzone fu presentata dai Giganti, in coppia con il gruppo irlandese The Bachelors, al Festival di Sanremo 1967 e si classificò al terzo posto. L'incipit del suo ritornello (che riprende uno slogan proveniente dagli USA[1]) è diventato col tempo uno slogan del movimento pacifista. Il testo è strutturato sulla falsariga di un'inchiesta giornalistica sul disagio giovanile. Le tre strofe su cui è articolata sono eseguite a turno da un componente del gruppo dando voce di seguito a un giovane operaio, un pittore e un "figlio di papà". A legare le tre parti della canzone come in una sorta di fil rouge è la voce dell'"intervistatore", ovvero il cantante Enrico Maria Papes. Fra una strofa e l'altra viene eseguito il ritornello Mettete dei fiori nei vostri cannoni. Il brano è stato riproposto dai Têtes de Bois nel loro album del 2007 Avanti Pop, un concept-album sul mondo del lavoro, in una versione live eseguita insieme a Paolo Rossi e agli stessi Giganti.

- La tomba dell'amore è scritta da Albula per il testo e da Arrigo Amadesi, musicista torinese che lavorava in quel periodo per la Ri-Fi, per la musica.

Robert Schumann, musicista romantico tedesco, definì le opere di Frédéric Chopin in questo modo: "Le opere di Chopin sono cannoni sepolti sotto i fiori"

## Formazione
- Enrico Maria Papes - batteria, voce
- Giacomo Di Martino - chitarra, voce
- Sergio Di Martino - basso, voce
- Francesco Marsella - tastiere, voce